# Messier 61
Messier 61 (M61) även känd som NGC 4303, är en spiralgalax i Virgohopen i stjärnbilden Jungfrun. Den upptäcktes den 5 maj 1779 av Barnaba Oriani sex dagar innan Charles Messier upptäckte samma galax. Messier hade observerat den samma natt som Oriani men hade misstagit den för en komet. Den av fyra spiralgalaxer som förekommer i Messiers katalog.
Galaxen tros ha ett supermassivt svart hål i centrum, med en beräknad massa av fem miljoner solmassor.

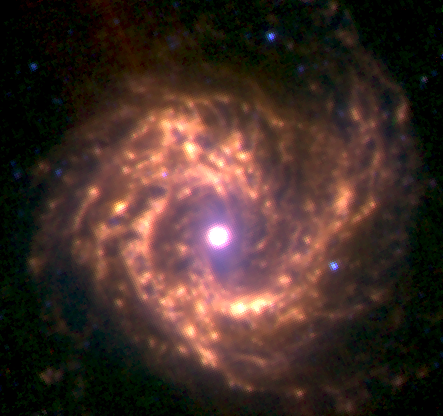
M61, fotograferad i infrarött av Spitzerteleskopet

## Egenskaper
Messier 61 är en av de största medlemmarna i Virgohopen och tillhör en mindre undergrupp som kallas S Cloud. Den morfologiska klassificeringen av SAB(rs)bc anger en svagt spärrad spiral (SAB) med antydan till en ringstruktur och måttlig till löst lindade spiralarmar. Den har en aktiv galaktisk kärna och klassificeras som en starburstgalax som har en kärna av massiva stjärnor med en beräknad massa av 105 solmassor och en ålder av 4 miljon år, och ett antaget centralt supermassivt svart hål med en massa av omkring 5×106 solmassor. Det ligger tillsammans med en äldre massiv stjärnhop och en sannolik äldre starburst. Bevis för betydande stjärnbildning och en aktiv ljusstark nebulosa syns ovanför M61:s skiva. Till skillnad från de flesta spiralgalaxer av sen typ inom Virgohopen visar Messier 61 ett ovanligt överskott av neutralt väte (H I) 

## Extragalaktiska supernovor
Åtta extragalaktiska supernovor har hittills observerats i Messier 61, vilket gör den till en av de mest framträdande galaxerna för sådana katastrofala händelser. Dessa är SN 2020jfo, SN 2014dt, SN 2008in, SN 2006ov, SN 1999gn, SN 1964F, SN 1961I, och den första som observerades, Typ II-K SN 1926A, som publicerades den 9 maj 1926.

## Galleri

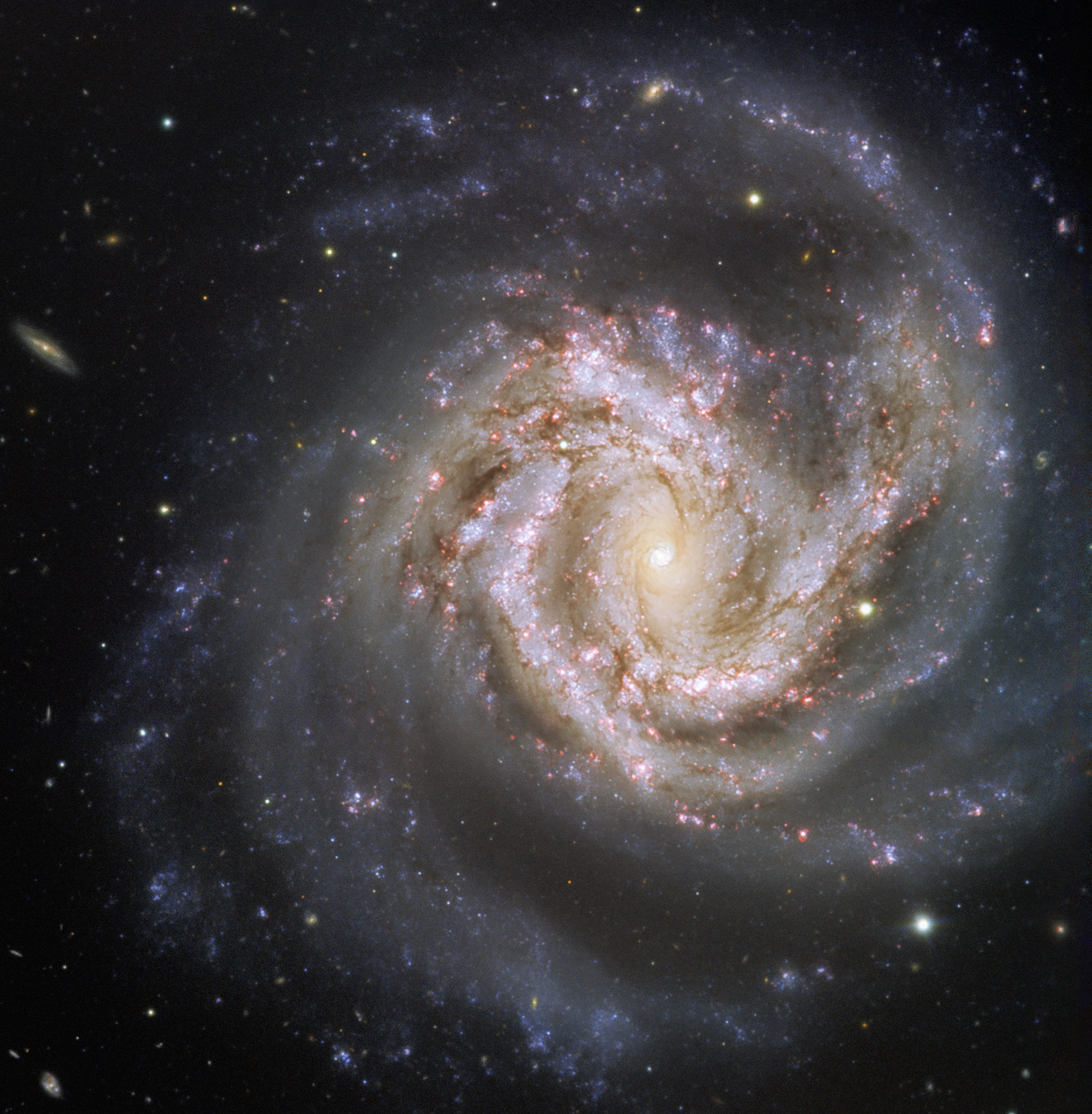
Spiralgalaxen Messier 61 sedd från jorden.
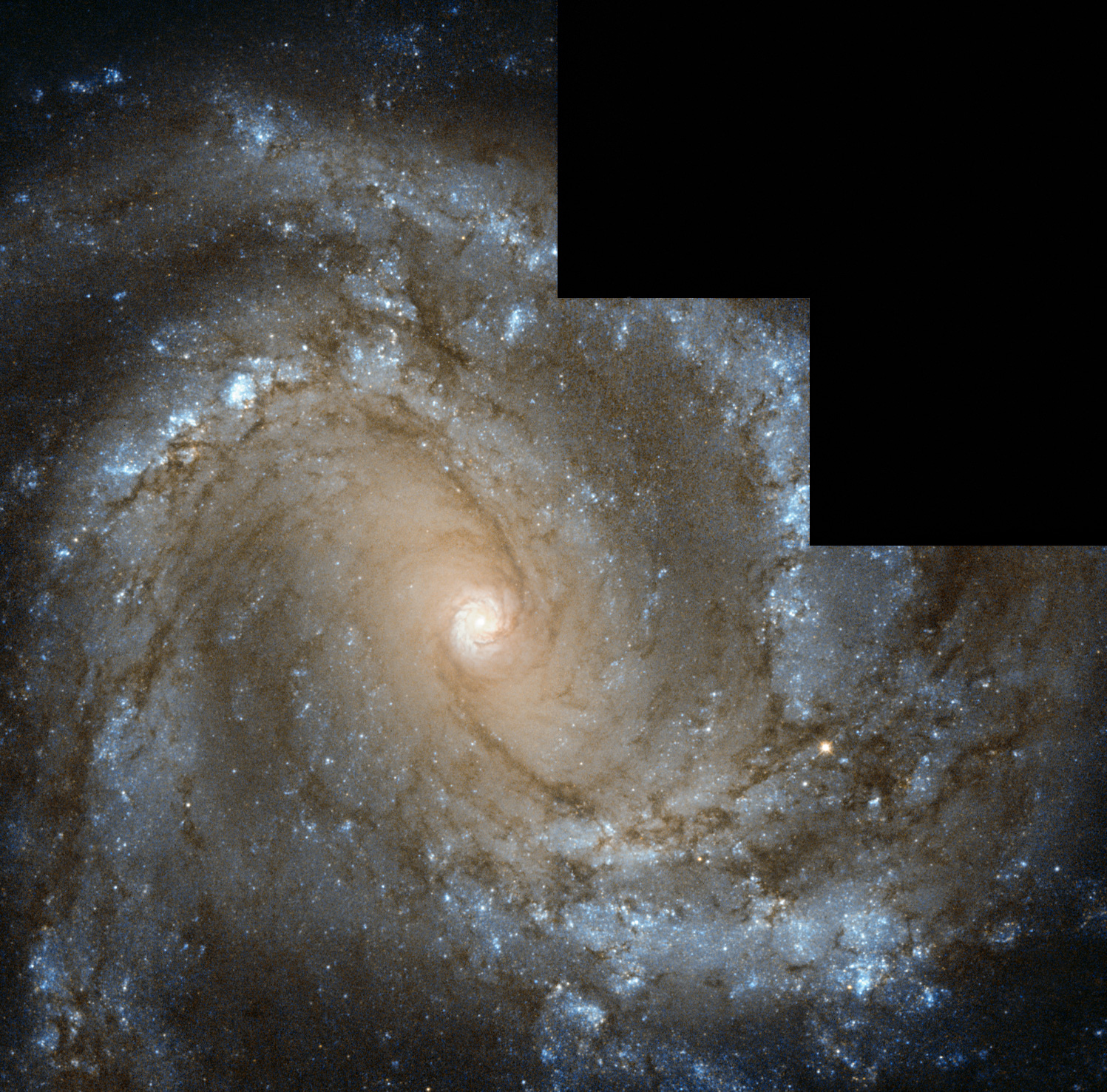
Messier 61-bild av data från Hubbles vidvinkelkamera 2
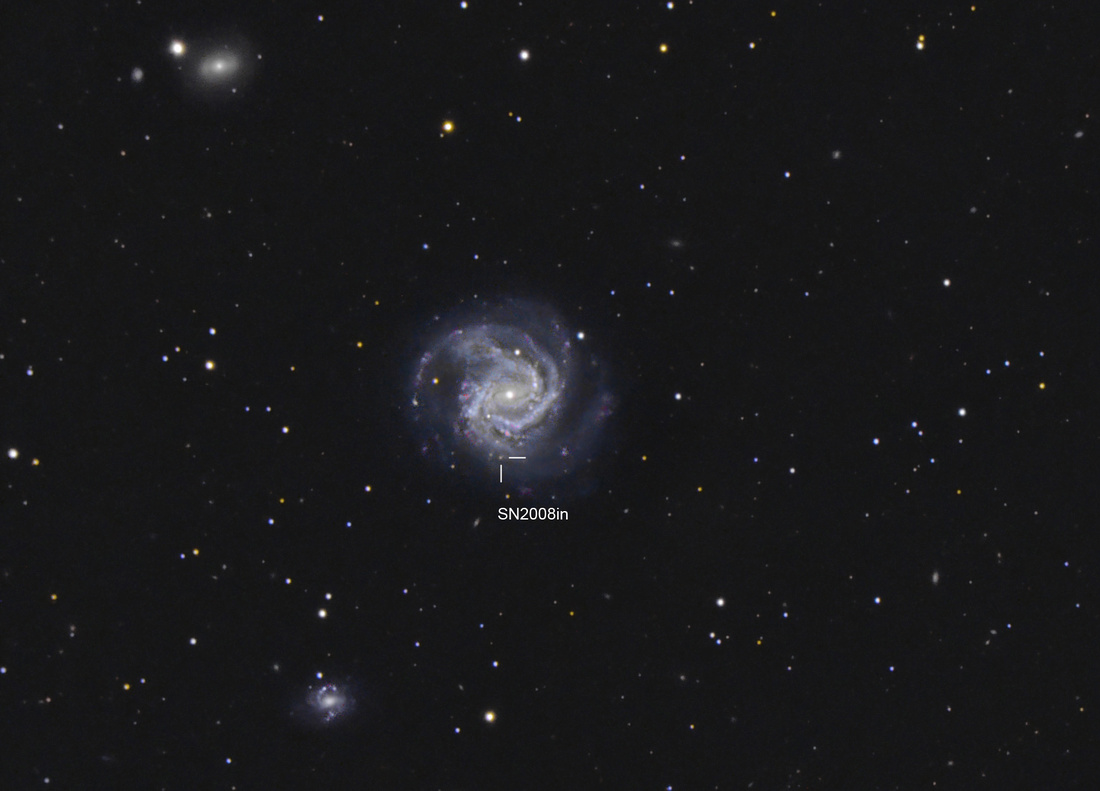
Amatörbild av Messier 61, som visar supernova 2008 den 16 april 2009.
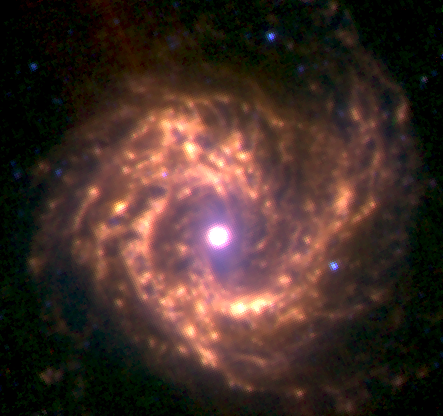
Infraröd bild av M61 tagen av Spitzerteleskopet
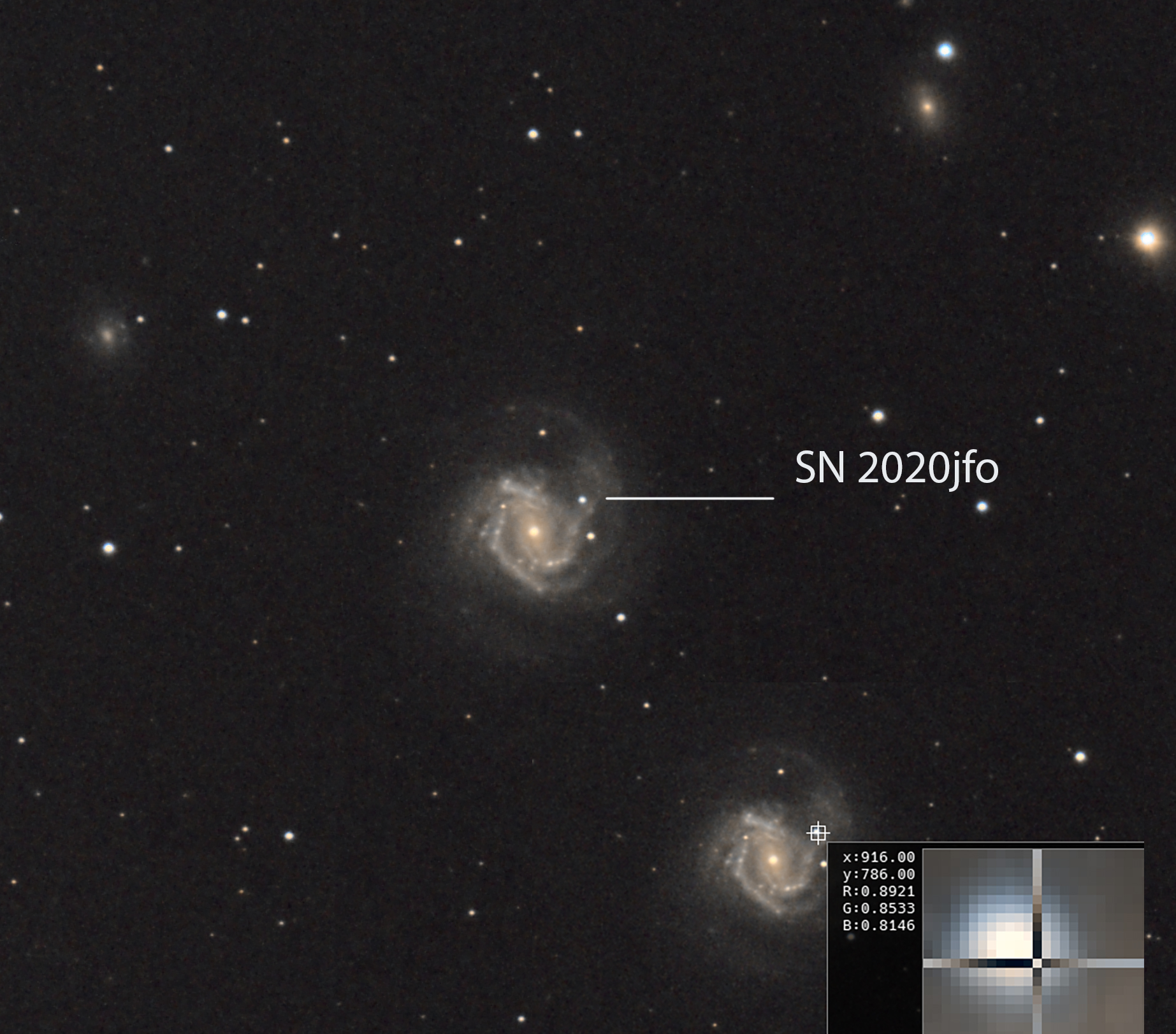
Messier 61 med SN2020jfo (supernova) observerad den 15 maj 2020.
M61 galaxbild som innehåller data inte bara från Hubble, utan även från FORS-kameran vid Europeiska sydobservatoriets mycket stora teleskop.